# Eckhard Thiele
Eckhard Thiele (* 24. Februar 1944 in Garlipp; † 22. Juli 2018 in Berlin) war ein deutscher Essayist, Slawist und Übersetzer.

## Leben
Eckhard Thiele erkrankte im Alter von 13 Jahren an Polio und war seither auf den Rollstuhl angewiesen. Von 1957 bis 1959 unterzog er sich einer Rehabilitationskur im tschechoslowakischen Janské Lázně, wo er Tschechisch lernte.
Das Fernstudium der Bohemistik und Russistik an der Universität Leipzig schloss Thiele mit einem Diplom 1966 ab. Von da an arbeitete Thiele als freier Übersetzer, Essayist, Herausgeber und Kritiker. Er übersetzte Werke aus den Sprachen Russisch, Polnisch, Tschechisch und Slowakisch. 1994 promovierte er an der TU Berlin über die „Literatur nach Stalins Tod. Ein Vergleich von Sowjetliteratur und DDR-Literatur“.
Thiele arbeitete acht Jahre lang als wissenschaftlicher Mitarbeiter am Institut für Literaturwissenschaft der TU Berlin. Dort erarbeitete er als Redakteur und Mitherausgeber zusammen mit Hans Dieter Zimmermann (seinem Doktorvater) die 33 Bände umfassende Tschechische Bibliothek.
Thiele war der Autor von zahlreichen Essays und mehr als 100 Übersetzungen. Er erhielt 1992 den Marburger Übersetzerpreis, den Anerkennungspreis zum Buchpreis für Europäische Verständigung, Leipzig 1994, und den Gratias Agit 2005 (Tschechische Republik). 2007 erhielt er den Preis Premia Bohemica (Tschechische Republik) und wurde für seine Verdienste um die deutsch-tschechische Verständigung mit dem Bundesverdienstkreuz ausgezeichnet. 2008 bekam er den Preis Magnesia Litera (Tschechische Republik).

## Werke
- Karel Čapek. Biographie, Reclam, Leipzig 1988 ISBN 3-379-00350-6
- Die terroristische Option der Kommunisten. Wallstein, Göttingen 1992 ISBN 3-89244-035-2
- Literatur nach Stalins Tod. Sowjetliteratur und DDR-Literatur; Ilja Ehrenburg, Stephan Hermlin, Erwin Strittmatter, Christa Wolf, Juri Trifonow. Peter Lang, Bern 1995 ISBN 3-631-48504-2 (Zugleich Dissertation an der TU Berlin 1994)

## Nachweise
1. ↑  Der Vielgeehrte. Nachruf, FAZ, 4. August 2018, S. 11
2. ↑  Eckhard Thiele. In: Kürschners Deutscher Literatur-Kalender 2016/2017. Band II: P–Z – Literarische Übersetzer. Walter de Gruyter, 2016, ISBN 978-3-11-045397-3, S. 1232.
3. ↑  Die Tschechische Bibliothek in 33 Bänden: Verlagsvorschau. (pdf, 583 kB) Verlagsgruppe Random House, 1. September 2006, archiviert vom Original am 24. September 2015; abgerufen am 6. August 2018.

| Personendaten    | Personendaten                     |
| ---------------- | --------------------------------- |
| NAME             | Thiele, Eckhard                   |
| KURZBESCHREIBUNG | deutscher Essayist und Übersetzer |
| GEBURTSDATUM     | 24. Februar 1944                  |
| GEBURTSORT       | Garlipp                           |
| STERBEDATUM      | 22. Juli 2018                     |
| STERBEORT        | Berlin                            |